# Вилађо ле Фонтанеле (Бари)
Вилађо ле Фонтанеле (итал. Villaggio le Fontanelle) је насеље у Италији у округу Бари, региону Апулија.
Према процени из 2011. у насељу је живело 9 становника. Насеље се налази на надморској висини од 354 м.